# Bulbophyllum mayombeense
Bulbophyllum mayombeense là một loài phong lan thuộc chi Bulbophyllum.